# Petrus de Scotia
Petrus de Scotia (eigentlich Peter M. Davidson, in Dänemark Peder Skotte) (* 1450 in Aberdeen; † 24. Juli 1520 in Kopenhagen), war Theologe und Rektor der Universität Kopenhagen.

## Leben
Er war zunächst Doktor der Theologie an der Sorbonne. Anschließend begab er sich nach Köln.
Er wurde als erster Magister der Philosophie und Bakkalaureus der Theologie von Christian I. an die 1479 gegründete Universität Kopenhagen berufen und wurde ihr erster Dekan. 1487 wird er als Lizenziat der Theologie geführt. 1498 verlieh ihm König Johann I. anlässlich eines Sieges in Schweden den Doktorgrad in Theologie. Er war sechsmal Rektor der Universität.
Er war Spezialist für Scholastik und Thomas von Aquin. Er war so tief in der aristotelischen Philosophie verwurzelt, dass er keine andere Philosophie lehrte. Er wurde für Rechtschaffenheit, Gelehrsamkeit und Uneigennützigkeit gerühmt.